# ローリー・ホームズ
ローリー・ホームズ（Laurie Holmes、1963年5月15日 - ）は、アメリカ合衆国の元ポルノ女優、エキゾチック・ダンサー。1987年に伝説的ポルノ男優ジョン・ホームズと結婚し、彼の没後に伝記を出版し、ホームズの人生を描いた数本の映画に出演した。

## 生い立ち
1963年5月15日、出生名ローリー・ローズ（Laurie Rose）としてニューメキシコ州アルバカーキで生まれる。

## 経歴

### 出演
1982年、19歳の時にポルノ映画界にデビューし、主にミスティ・ドーン（Misty Dawn）名義で1991年頃まで出演を続けた。その後10年近い休止期間を経て、『The World's Biggest Gang Bang III – The Houston 620』（1999年）で勃たせ屋として復帰した。1980年代の所謂「ポルノの黄金時代」にはベアテ・ウーゼ、カバレロ・ホームビデオ、VCAピクチャーズなどの主要プロダクションの作品に出演していた。
ローリー・ホームズ名義で『Wadd: The Life & Times of John C. Holmes』（1998年）、『The Other Hollywood』（1999年）『XXXL: The John Holmes Story』（2000年）、『John Holmes: The Man, the Myth, the Legend』（2004年）など、ジョン・"ジョニー・ワッド"・ホームズとポルノ映画業界に関する複数のドキュメンタリーに出演した。

### その他
1980年代半ばの短期間、彼女とホームズはペンクィン・プロダクションと言うポルノ映画会社でビル・アマーソンと提携していた。また、カップルはシャーマン・オークスの丘にあるアマーソンの邸宅に住んでいた。ジョン・ホームズはアマーソンの子供たちの名付け親であった。

### 著作家
法的な婚姻名であるローリー・ホームズを使用し、ホームズの死後に回想録『Porn King: The Autobiography of John C. Holmes』（1998年）を上梓。2012年、ベアマナー・メディアは追加の資料と写真を掲載した『Porn King』の改訂版を発行した。

## 私生活
1987年1月23日から1988年3月13日の彼の死去まで、ポルノ映画スターのジョン・ホームズと結婚していた。その間、ホームズはまだ幼い彼女の連れ子の継父であった。ローリーによると、2人は1982年12月にサンフランシスコで共演した『Marathon』という映画のセットで初めて出会った（マイク・セイジャーは、2人はローリーが19歳の時に『Fleshpond』のセットで最初に出会ったと証言しているが、彼らはその映画で共演していない。）。彼らは親密な関係を保ち、ホームズがワンダーランド殺人事件に関与して逮捕されてから5年後に刑務所から釈放された1987年、ホームズがエイズに罹患していることを彼女に打ち明けた後、ラスベガスのリトル・チャペル・オブ・ザ・フラワーズで結婚した。ローリーが白い衣裳を身に着けた結婚式は、病に冒されたジョンにとっては試練であり、彼が死に瀕していてローリーと共に人生を送る時間はあまり残されていないだろうと気付かされていた。「ジョンは非常に非社交的な人物だったので結婚を秘密にしていた。だから彼が亡くなった時、業界の多くの知人や彼の死を報じたジャーナリストは私たちが結婚していることを知って驚いていた」とローリーは語った。